# Desde que tú te has ido (álbum de Mocedades)
Desde que tú te has ido es el duodécimo álbum del grupo vocal español Mocedades, es el primero grabado con la multinacional CBS (hoy Sony) grabado en 1981.
El primer sencillo, que da título al álbum, obtuvo buenas posiciones en las listas de éxitos de España y Latinoamérica, al igual que los siguientes: "Cuando te miro" y "Como siempre". En Sudamérica se hizo famosa "Poxa" y en España destacó, aunque no tanto como los primeros dos sencillos, la versión de "Somebody to Love" de Queen titulada "Un poco de amor".

## Canciones
1. "Desde que tú te has ido" (2:58)
2. "Poxa" (3:35)
3. "Andar, andar" (3:47)
4. "Como siempre" (5:05)
5. "Un poco de amor" (4:35)
6. "Cuando te miro" (3:45)
7. "Dibujando amor" (2:38)
8. "Vuelve" (4:05)
9. "Siempre fiel" (4:30)
10. "Donde estés" (3:30)

## Curiosidades
Respecto a la canción "Un poco de amor", debido a que los propios integrantes de Queen (Freddie Mercury, Brian May, Roger Taylor y John Deacon) manejaban legalmente los derechos sobre las canciones del grupo, eran muy limitadas las posibilidades que otros artistas hicieran versiones cover de sus producciones. Cuando Mocedades quiso grabar una versión en español para "Somebody to Love" (que se convertiría en "Un poco de amor"), durante mucho tiempo se especuló cómo habían logrado la autorización para grabar dicha versión. Fue durante un concierto que Mocedades ofreció en el Jockey Club de Lima, Perú, en mayo de 2009, que el cantante Javier Garay explicó a la audiencia presente cómo consiguieron que el mismo Freddie Mercury (autor y compositor de la versión original) los autorizase a grabar la canción. Garay comentó que, estando el grupo en Londres, el representante de la compañía discográfica a la cual pertenecía Mocedades se dirigió personalmente a la residencia de Mercury, ante lo cual el líder de Queen le preguntó referencias sobre el grupo español. El representante le interpretó un trozo del éxito "Eres tú" y Mercury instantáneamente consintió y dio su aprobación.